# Eduard Hoesch
Eduard Hoesch (Viena, 1890 — Viena, 1983) foi um diretor de fotografia austríaco.

## Filmografia selecionada
- The Grinning Face (1921)
- Hotel Potemkin (1924)
- Oberst Redl (1925)
- The Young Man from the Ragtrade (1926)
- The Gallant Hussar (1928)
- Dyckerpotts Erben (1928)
- Number 17 (1928)
- Spring Awakening (1929)
- Latin Quarter (1929)
- Lieutenant of His Majesty (1929)
- Black Forest Girl (1929)
- Das Kabinett des Dr. Larifari (1930)
- Ein Mädel von der Reeperbahn (1930)
- Der Fall des Generalstabs-Oberst Redl (1931)
- Hyppolit, the Butler (1931)
- Kadetten (1931)
- The Merry Heirs (1933)
- The Lucky Diamond (1934)
- Frasquita (1934)
- Asew (1935)
- Suburban Cabaret (1935)
- The Cossack and the Nightingale (1935)
- The White Horse Inn (1935)
- The Postman from Longjumeau (1936)
- Everything for Gloria (1941)
- My Wife Teresa (1942)
- Peter Voss, Thief of Millions (1946)